# Robert M. Whiting
Robert McCray Whiting Jr. (* 21. September 1939 in San Diego) ist ein US-amerikanischer Altorientalist und Mitarbeiter im SAA-Projekt der Universität Helsinki.
Er studierte von 1957 bis 1961 Technische Physik an der United States Naval Academy und promovierte von 1966 bis 1975 an der University of Chicago in Assyriologie, wo er von 1968 bis 1979 auch als wissenschaftlicher Mitarbeiter wirkte. Dann wechselte er für zwei Jahre an die Universität Aleppo, wo er Ugaritologie und Assyriologie lehrte. Nach einer weiteren Beschäftigung am Oriental Institute der University of Chicago und einer Vertretungsprofessur an der University of Michigan trat er 1994 seine Professur an der Universität Helsinki an.